# إسماعيل ابن الأحمر
إسماعيل ابن الأحمر ، (725هـ ـ 807هـ/ 1325 ـ 1405م) . مؤرخ و شاعر من أهل الأندلس .

## سيرته
هو أبو الوليد إسماعيل فرج بن إسماعيل بن يوسف بن محمد بن نصر الخزرجي المعروف بابن الأحمر مؤرخ و شاعر وأديب من أهل الأندلس . ولد نحو سنة 725 هـ بالأندلس . نشأ بغرناطة حيث تلقى تعليمه الأولي بها ، ثم استقرّ في المغرب . قضى إسماعيل بن الأحمر معظم حياته بمدينة فاس بعيدا عن غرناطة و كان سبب استقراره بالمغرب هو اضطراب دولة بنو الأحمر التي ينتمي إليها و خلافاتهم حول الملك فالتجأ أبوه إلى بني مرين في المغرب، وعاش مع أولاده، وبينهم إسماعيل، في كنف السلطان أبي الحسن المريني بفاس. ذكر في فهرسته العديد من الشيوخ الذين أخد عنهم و الذين كانوا من المغرب ، أو من الأندلسيين المقيمين فيه أو الأندلسيين أثناء ترددهم عليه أو في أثناء رحلاتهم إلى الشرق و عودتهم منه فمن شيوخه محمد بن محمد بن داود الصنهاجي ( ابن آجروم ) ، و القاضي محمد بن أحمد الفشتالي . و ممن أجازه من الأندلسيين أبو سعيد فرج بن لب التغلبي الغرناطي و أبو القاسم عبد الرحمن الأموي و غيرهم . استطاع إسماعيل ابن الأحمر بفضل ثقافته أن يرتبط بالسلطة إذ قربه السلطان أبو عنان المريني وجعله في جملة العلماء والأدباء والشعراء. توفي في مدينة فاس .

## مؤلفاته
خلف إسماعيل بن الأحمر العديد من المؤلفات نذكر منها :
- شرح البردة
- بيوتات فاس الكبرى
- روضة النسرين في أخبار بني مرين
- حديقة النسرين في أخبار بني مرين
- عرائس الأمراء و نفائس الوزراء
- تأنيس النفوس في تكميل نقط العروس
- المنتخب من درر السلوك في شعر الخلفاء الأربعة والملوك
- نثير الجمان في شعر من نظمني وإياه الزمان
- نثير فرائد الجمان في نظم فحول الزمان